# 第二次世界大战年表 (1939年)
以下是1939年的第二次世界大战年表：

## 9月

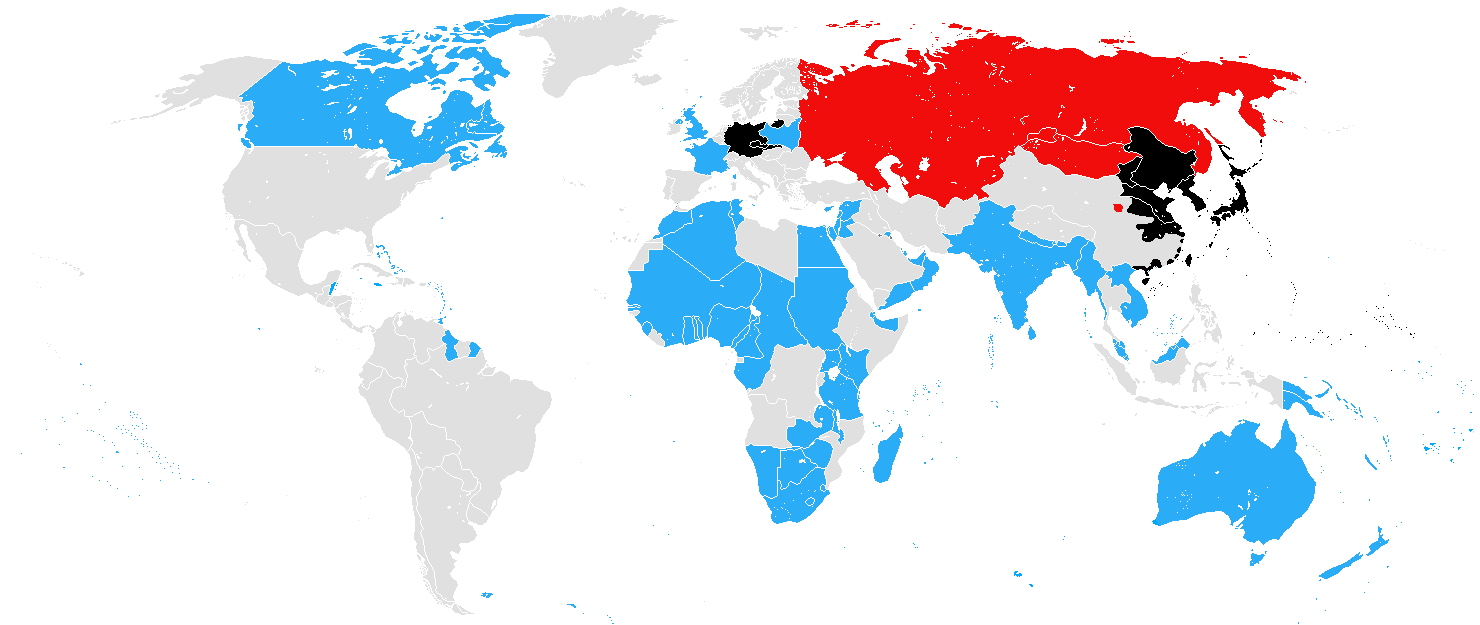
苏德入侵波兰前的盟国和轴心国分布

1日：中华民国与大日本帝国正处于第二次中日战争武装冲突的第三年，也就是后来被称之为“第二阶段”的战争，始于1938年10月，终于1941年12月。随着日本加入轴心国、中国加入盟军，这场战争最终也成为了第二次世界大战的一部分。
1日：随着空军在凌晨4时45分对克拉科夫、罗兹和华沙发动袭击，纳粹德国入侵波兰开始。五分钟后，纳粹德国海军命令石勒苏益格-荷尔斯泰因号战列舰在波罗的海向但泽自由市韦斯特普拉特半岛上的波兰军事转运站开火，但袭击被击退。上午8时，在没有正式宣战的情况下，纳粹德国陆军在莫克拉发起攻击。
1日：爱沙尼亚、芬兰、拉脱维亚、立陶宛、挪威和瑞士宣布中立。
1日：英国政府宣布英国军队总动员令，并开始疏散计划以准备随时应对德国空袭。
2日：英国与法国发出最后通牒，要求德国军队从波兰撤离。意大利总理贝尼托·墨索里尼和爱尔兰总统道格拉斯·海德分别宣布国家中立，瑞士政府发布军队总动员令。
2日：《1939年军队兵役法》立即生效，向年龄在18-41岁的英国男性居民进行征兵。
2日：德国并吞但泽自由市。
3日：英国标准时间11时15分，英国首相内维尔·张伯伦在英国广播公司电台宣布：英国要求德军撤出波兰的最后期限已在11时结束，“因此与德国已处于战争状态”。澳大利亚、印度和新西兰在数小时内向德国宣战。
3日：12时30分，法国政府宣布最后期限为15时。
3日：在英国宣布后的数小时内，从苏格兰格拉斯哥开往加拿大蒙特利尔的雅典号邮轮在爱尔兰西北约250英里处被德国潜艇U-30号击沉，112名乘客和船员遇难。大西洋战役开始。
4日：纽芬兰标准时间8时，纽芬兰自治领向德国宣战。
4日：在英国首次攻势中，英国皇家空军向黑尔戈兰湾内的德国舰队发动攻击。停泊在威廉港的舍尔海军上将号重巡洋舰被三枚炸弹击中，但没有爆炸。
4日：日本宣布在欧洲战事中保持中立。英国海军部宣布开始对德国进行海上封锁。
4日：美国开始中立巡逻。
5日：南非总理巴里·赫尔佐格试图宣布国家中立，但遭到党内否决并被解职，由扬·史末资接任。
5日：美国宣布中立。
6日：南非向德国宣战。
6日：由友军误伤而引发的巴金河战役，造成二战第一位英国皇家空军飞行员死亡。
6日：德国陆军占领克拉科夫，波兰陆军撤退。
7日：法国在萨尔布吕肯附近进入德国领土，开始象征性攻击。
7日：英国通过《1939年国民登记法案》，引入身份证管理，并允许政府控制劳动力。
8日：英国政府再次宣布对商船进行护卫并全面封锁德国船舶。
9日：在轻易进入德国境内约8英里后，法国萨尔攻势在布满地雷的瓦恩特森林前停止下来。
10日：加拿大对德国宣战。
11日：印度总督维克托·霍普向印度上下两院宣布：由于参战，根据《1935年印度政府法案》建立印度联邦的计划无限制推迟。
12日：莫里斯·甘末林命令法军停止进入德国。
15日：波兰陆军被要求在罗马尼亚边境坚持，直至盟军抵达。
16日：德国陆军完成对华沙的包围。
16日：法军从德国完全撤退，萨尔攻势结束。
17日：苏联从东线入侵波兰，占领寇松线以东地区和比亚韦斯托克及加利西亚。
17日：英国勇敢号航空母舰在爱尔兰近海巡逻时被德国U-29号潜艇击沉。
17日：日军向长沙发起攻击。
18日：波兰总统伊格纳齐·莫希齐茨基和总司令爱德华·雷兹-希米格维从波兰撤到罗马尼亚，两人均被软禁。苏军抵达维尔纽斯和布列斯特。波兰潜艇从塔林逃离，而爱沙尼亚的中立性遭到苏联和德国的质疑。
19日：德军与苏军在布列斯特会合。
19日：苏联封锁塔林港。
19日：苏联与盟军蒙古赢得诺门罕战役胜利，苏日边界冲突结束。
19日：日本陆军在新墙河使用毒气向国民革命军发起攻击。
20日：德国U-27号潜艇被英国财富号驱逐舰和森林人号驱逐舰发射的深水炸弹击沉。
21日：罗马尼亚总理阿尔曼德·克利内斯库被极端民族主义组织铁卫团刺杀。
23日：日军将国军从新墙河地区驱离，第6师团和第13师团沿着汨罗江向南深入。
24日：苏联空军侵犯爱沙尼亚。爱沙尼亚与苏联外交部长维亚切斯拉夫·莫洛托夫在莫斯科进行谈判。莫洛托夫警告，如果无法在爱沙尼亚获得军事基地，苏联将采取“更激进的行动”。
25日：德国后方开始实施食物定量配给。
25日：苏联沿爱沙尼亚边境布署了600辆坦克、600架飞机和160,000名士兵。
26日：在大规模炮火袭击后，德军向华沙中心发起进攻。
26日：苏联轰炸机出现在塔林空域。
27日：德国陆军在西欧发起首次攻势，齐格菲防线后的部队向马奇诺防线后的村庄开火。
28日：莫洛托夫和约阿希姆·冯·里宾特洛甫签署《德苏边界与友好条约》。该秘密协议将《苏德互不侵犯条约》关于瓜分波兰的决定进行了细化，同时也将立陶宛加到了苏联的势力范围内。
28日：残留在华沙的波兰军队向德国投降。
28日：苏军在拉脱维亚边境聚集。
28日：有效期为十年的《苏联-爱沙尼亚互助条约》签署，苏联可以在爱沙尼亚保持30,000人规模的驻军。作为回报，约瑟夫·斯大林承诺保护爱沙尼亚的独立。
29日：日军抵达长沙郊区。由于供给线被国军切断，所以日军无法占领长沙。
30日：德国施佩伯爵海军上将号重巡洋舰在巴西伯南布哥近海击沉一艘商船。
30日：由于预计德国会发动入侵，法德边境的法军退回到马奇诺防线。

## 10月
2日：拉脱维亚代表与斯大林和莫洛托夫进行谈判。苏联威胁如果不能在拉脱维亚获得军事基地，将派军队进行占领。
2日：美洲国家发表《巴拿巴宣言》，规定交战国不得在美洲大陆领近水域交战。宽约300英里的中立区由美国海军负责巡逻。
3日：英军抵达比利时边境，防止德国入侵西欧。
3日：斯大林提议将当时属于波兰的维尔纽斯归还立陶宛，作为回报，立陶宛必须允许苏联在其境内设立军事基地。立陶宛表现得很勉强。
5日：拉脱维亚与苏联签署有效其为十年的《苏联-拉脱维亚互助条约》，允许苏联在拉脱维亚驻扎25,000人规模的军队。斯大林承诺保护拉脱维亚独立。
6日：中国军队在长沙战役中击败日军。
6日：波兰军队在波兰九月战役的抵抗接近尾声。阿道夫·希特勒在国会发表演讲，宣布将与英法举行会议，重建和平。
7日：立陶宛再次与苏联会谈。苏联仍然要求获得其境内的军事基地。
9日：德国发出命令（黄色计划），准备入侵比利时、法国、卢森堡和荷兰。
10日：最后一支波兰军队向德国投降。
10日：德国海军将领向希特勒建议占领挪威。
10日：英国首相张伯伦拒绝了希特勒的和平建议。
10日：有效期十五年的《苏联-立陶宛互助条约》签署，允许苏联在立陶宛驻扎20,000人规模的军队。根据一项秘密协议，维尔纽斯被划归立陶宛。
11日：法国境内有大约158,000名英国军人。
12日：阿道夫·艾希曼开始将从奥地利和捷克斯洛伐克的犹太人赶往波兰。
12日：法国总理爱德华·达拉第拒绝了希特勒的和平建议。
12日：苏联要求芬兰放弃在赫尔辛基附近的军事基地并交换部分两国领土，以保护列宁格勒免受英国和德国的威胁。
14日：英国皇家橡树号战列舰在斯卡帕湾港口被京特·普里恩指挥的U-47号潜艇击沉。
14日：斯大林警告芬兰人，如果谈判持续时间过久，芬军和苏军之间可能会发生“事故”。
16日：德国发动对英国首次空袭，目标为苏格兰福斯湾内的舰艇。
18日：首支苏军进入爱沙尼亚。约12,600名波罗的海日耳曼人离开爱沙尼亚。
19日：部分波兰领土被正式并入德国。第一个犹太人居住区在卢布林建立。
20日：假战开始，法军进驻马奇诺防线，英军在马奇诺防线与英吉利海峡之间修建新的防御工事。
20日：教皇庇护十二世首次发表通谕谴责种族主义和独裁主义。
27日：比利时宣布中立。
30日：英国政府发布一项报告，指出德国在欧洲建立关押犹太人和反纳粹人士的集中营。
31日：德国计划进攻法国，埃里希·冯·曼施泰因中将建议通过阿登发起攻击，而不是比利时。

## 11月
1日：包括但泽走廊在内的部分波兰领土被德国并吞。苏联将波兰东部并吞给乌克兰和白俄罗斯。
3日：芬兰与苏联就新边界问题再次进行谈判。芬兰人对斯大林的目标感到怀疑，拒绝放弃领土。
4日：《美国中立法》通过，法国和英国可以向美国购买武器。
4日：一名西门子公司的物理学家向奥斯陆的英国大使发出一封匿名信，向英国提供了一份关于德国现在与将来武器技术的报告。
8日：希特勒躲过了一次炸弹袭击，当时他在慕尼黑的一个酒馆发表演讲，纪念1923年发生的啤酒馆政变。
13日：芬兰与苏联的谈判破裂。芬兰怀疑苏德已达成协议，将芬兰纳入苏联的势力范围。
14日：波兰流亡政府迁往伦敦。
16日：德国轰炸机空袭苏格兰奥克尼群岛，造成首次平民伤亡。
17日：爱尔兰共和军因在伦敦引爆炸弹而遭到谴责。
20日：德国空军和海军U型潜艇开始在泰晤士河河口放置水雷。
23日：波兰犹太人被要求佩戴大卫之星臂章。
24日：日本宣布占领南宁。
26日：苏联指责芬军杀害苏联士兵，因此炮击迈尼拉。
29日：苏联与芬兰断绝外交关系。
30日：苏联袭击芬兰，冬季战争爆发。

## 12月
1日：苏联继续攻击芬兰，赫尔辛基被空袭。在最初的两周内，芬兰人撤退到曼纳海姆防线。
2日：英国征兵规模扩大到19至41岁的男人。
5日：苏联对曼纳海姆防线发动大规模袭击。
7日：意大利再次宣布中立。挪威、瑞典和丹麦宣布在苏芬战争中保持中立。
11日：苏军遭难数场战术性失利。
12日：女公爵号驱逐舰在苏格兰沿海与巴勒姆号战列舰相撞后沉没，124人遇难。
13日：拉普拉塔河战役在蒙得维的亚附近爆发。英国海军战队向施佩伯爵海军上将号重巡洋舰发起攻击。
14日：施佩伯爵号重伤撤退，回到蒙得维的亚港内。
14日：苏联因入侵芬兰被逐出国际联盟。
15日：苏军袭击泰帕莱，泰帕莱战役爆发。
17日：根据国际法，施佩伯爵海军上将号被迫离开蒙得维的亚港。出港后即被击沉，舰长汉斯·朗斯多夫被俘。
18日：第一支加拿大军队抵达欧洲。
18日：德国在黑尔戈兰湾战役中击败英国。
20日：汉斯·朗斯多夫舰长自杀。
27日：第一支印度军队抵达欧洲。
28日：英国开始肉食定量配给。
29日：芬兰在与入侵者的战斗中持续获得胜利，俘获大量敌军和车辆。